# Like a Hurricane
Like a Hurricane ("Como un huracán", en español) es el tercer álbum de la cantante alemana C.C. Catch publicado en 1987. El álbum contiene 9 canciones estilo eurodisco, todas ellas compuestas, arregladas y producidas por el alemán Dieter Bohlen.

## Lista de canciones
Todas las canciones escritas y compuestas por Dieter Bohlen. 
| N.º | Título                                        | Duración |  |
| 1.  | «Good Guys Only Win In Movies» (Long Version) | 5:40     |  |
| 2.  | «Like a Hurricane»                            | 3:13     |  |
| 3.  | «Smokey Joe's Café»                           | 3:41     |  |
| 4.  | «Are You Man Enough»                          | 3:36     |  |
| 5.  | «Don't Be a Hero»                             | 3:32     |  |
| 6.  | «Soul Survivor» (Long Version)                | 5:13     |  |
| 7.  | «Midnight Gambler» (Long Version)             | 4:29     |  |
| 8.  | «Don't Wait Too Long»                         | 3:22     |  |
| 9.  | «Dancing In Shadows»                          | 3:34     |  |

## Posición en las listas
| Listas 1987 | Máxima Posición |
| ----------- | --------------- |
| Alemania    | 30              |
| Grecia      | 30              |
| Yugoslavia  | 2               |

## Créditos
- Música: Dieter Bohlen
- Letra: Dieter Bohlen
- Arreglos: Dieter Bohlen
- Producción: Dieter Bohlen
- Coproducción: Luis Rodriguez
- Publicación: Hansa/Hanseatic
- Distribución: BMG Records
- Dirección de Arte y Concepto: Manfred Vormstein
- Diseño: Ariola-Studios
- Fotografía frontal: Mauritius/NAS Tom Mc Hugh - OKAPIA
- Fotografía trasera: Herbert W. Hesselmann